# King's Quest (2015)
King's Quest is een serie van vijf episodische avonturenspellen ontwikkeld door The Odd Gentlemen, uitgebracht door Sierra Entertainment en verdeeld door Activision. De reeks werd tussen 25 juli 2015 en 25 oktober 2016 op de markt gebracht. Het is een reboot van de originele King's Quest-spelserie en gaat over gebeurtenissen die zich zowel voor, tijdens als na de originele reeks voordoen. Een aantal verhaallijnen en gebeurtenissen uit de originele reeks komen terug, maar nu in een meer heroïsche stijl met bijkomende details.

## Spelbesturing
King's Quest is een grafisch avonturenspel. De speler bestuurt hoofdpersonage Graham met de pijltjestoetsen. Graham kan conversaties aangaan met andere personages en voorwerpen in zijn inventaris opnemen. De voorwerpen heeft hij nodig om allerhande puzzels op te lossen.
Het verhaal wordt verteld door de oude koning Graham aan zijn kleindochter Gwendolyn. Het verhaal is niet lineair: acties van de speler zullen er voor zorgen dat de verhaallijn anders verloopt. Dit wil zeggen dat wanneer de speler het spel herstart en andere keuzes maakt, het verhaal ook anders zal verlopen. Indien Graham komt te sterven, zal de oude koning zeggen "dat dat zou zijn gebeurd als hij die actie had gekozen" en herstart het spel enkele seconden eerder. Het spel werkt met slechts één savegame en beslist zelf wanneer die savegame wordt bewaard. De speler heeft wel de mogelijkheid om een savegame te kopiëren in een van de drie vrije sloten en om van daaruit verder te spelen.

## Episodes
|                          |                  | |  |  |
| "A Knight to Remember"   | 25 juli 2015     | Koning Graham vertelt aan zijn kleindochter Gwendolyn hoe hij in bezit kwam van de magische spiegel en een ridder werd. |  |  |
|                          |                  | |  |  |
| "Rubble Without a Cause" | 15 december 2015 | Graham vertelt zijn eerste avontuur als nieuwe gekroonde koning van Daventry en hoe hij het koninkrijk behoedde van een invasie van goblins. |  |  |
|                          |                  | |  |  |
| "Once Upon a Climb"      | 26 april 2016    | Graham vertelt hoe hij zijn geliefde Valanice ontmoette. Zij zat tezamen opgesloten met twee prinsessen: Vee en Nessa in een toren. Graham geraakte in de toren, maar daar kwamen ze met z'n allen in een val te zitten van de boosaardige heks Hatagha. |  |  |
|                          |                  | |  |  |
| "Snow Place Like Home"   | 27 juli 2017     | Nadat Graham zijn zoon heeft bevrijd als slaaf van Manannan, beslist de familie om op reis te gaan naar hun buitenverblijf. Dat blijkt door een ijskoningin en een sphynx te zijn omgetoverd tot een ijslandschap met dodelijke vallen.                  |  |  |
|                          |                  | |  |  |
| "The Good Knight"        | 25 oktober 2016  | De oude Graham is van mening dat hij niet lang meer te leven heeft. Hij vertelt Gwendolyn dat hij de laatste confrontatie met Manannan wil aangaan. |  |  |